# HMS Helsingborg (K32)
HMS Helsingborg (K32) är den andra korvetten av Visby-klass och sjösattes i Karlskrona den 27 juni 2003. Fartyget designades av Försvarets materielverk (FMV) och byggdes på Karlskronavarvet av Kockums AB. Det är byggt med så kallad stealthteknik för att minska dess signaturer och göra det svårare att upptäcka med hjälp av radar och andra sensorer. Fartyget har sedan det levererades till Försvarsmakten varit en del av 41. korvettdivisionen vid Fjärde sjöstridsflottiljen vid Berga örlogsbas.

## Operativ historia
HMS Helsingborg var det första fartyget som FMV tog över ägandet av från Kockums den 24 april 2006. Efter sjösättningen har fartyget genomgått provturer av FMV till sjöss och vid kaj. Bland annat genomfördes det en provtur i Medelhavet mellan 12 augusti och 11 september 2006, vars mål var att testa fartyget i andra farvatten än de svenska och i ett annat klimat. På väg hem från provturen genomförde korvetten den 9 till 11 september ett traditionsenligt besök i sin namngivningshamn Helsingborg. Fartyget överlämnades till Försvarsmakten den 16 december 2009, då i version 4 vilket inkluderade kompletta övervattens- och undervattensensorer för ökad förmåga att lösa nationella samt internationella uppgifter. Det kom därefter att ingå i del av 41. korvettdivisionen vid Fjärde sjöstridsflottiljen vid Berga örlogsbas. 
En större uppgradering av Korvett Visby-systemet genomfördes mellan 2012 och 2015, där uppgraderingen av HMS Helsingborg till version 5 var klar 2014 med leverans från FMV till Försvarsmakten i maj. Uppgraderingen innebar bland annat att fartyget utrustades med sjömålsrobot RBS 15 MKII, utrustning för minjakt och minröjning, uppgradering av programvara till vapen- och ledningssystem, samt fler sensorer.

## Systerfartyg
- HMS Visby (K31)
- HMS Härnösand (K33)
- HMS Nyköping (K34)
- HMS Karlstad (K35)

## Föregångare
- HMS Hälsingborg (J13) (1943)
- HMS Helsingborg (1749)

## Galleri

HMS Helsingborgs vapen.
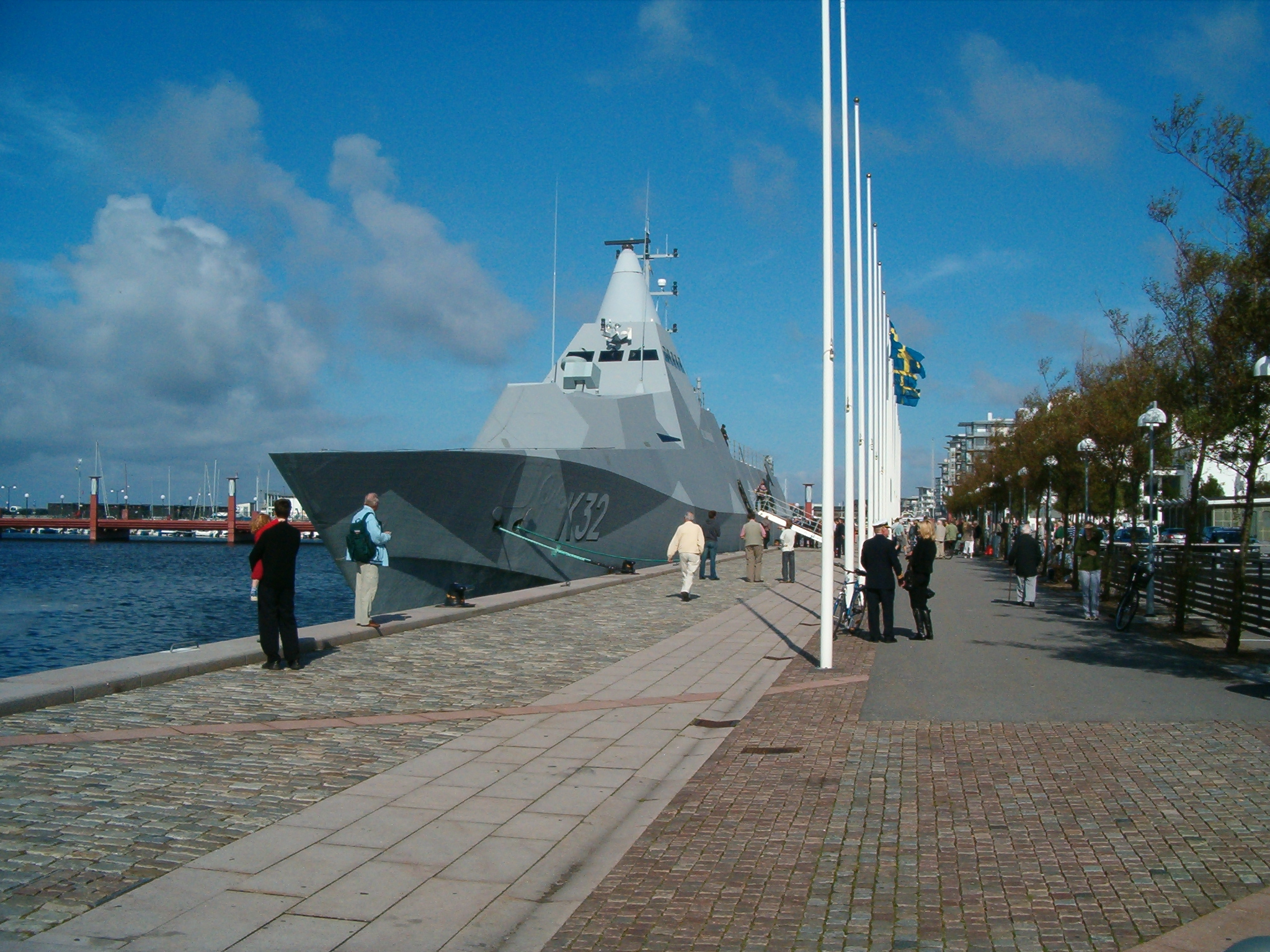
På besök i Helsingborg.
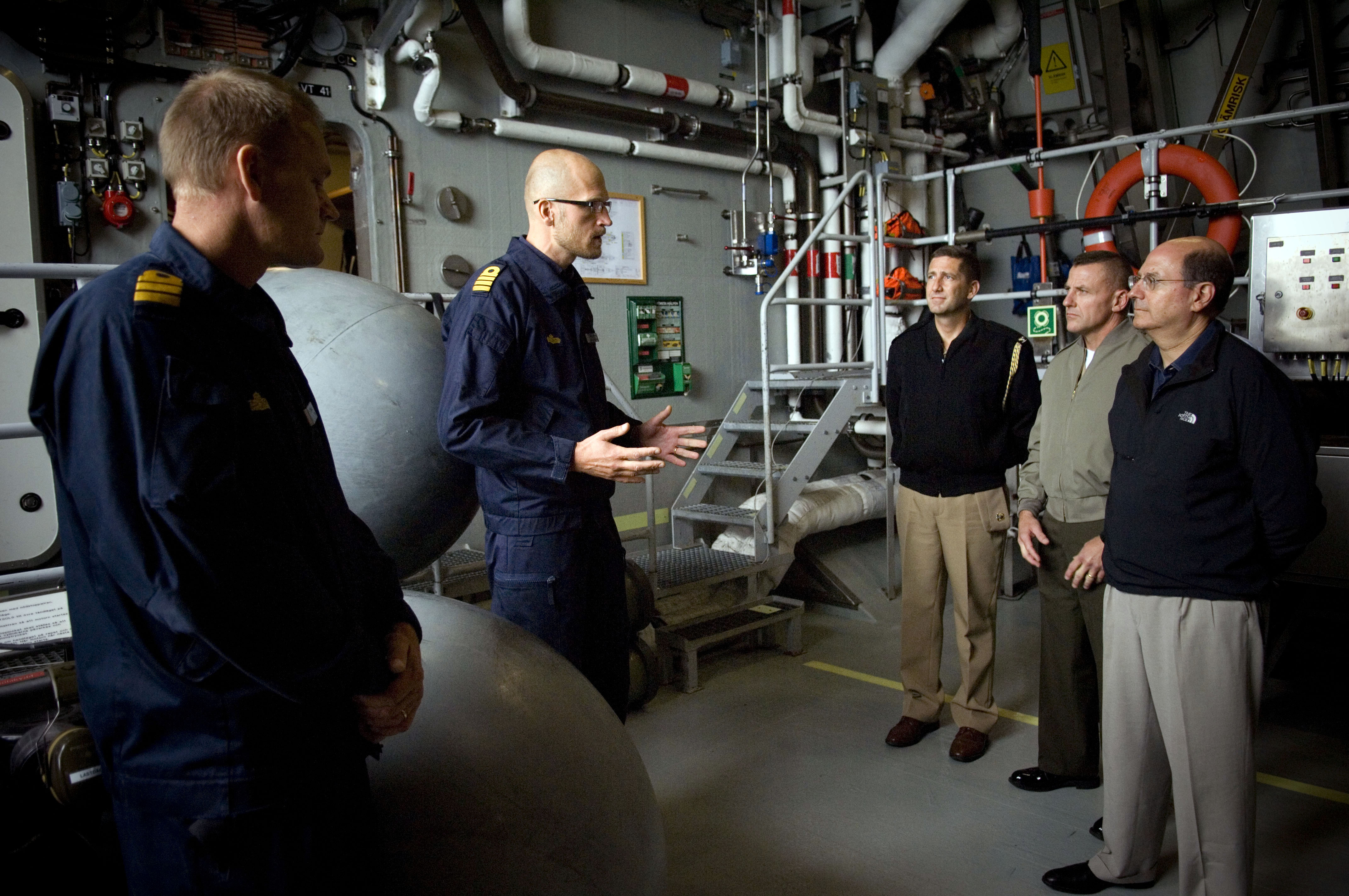
Den amerikanska marinministern får en tur.